# Benson Fong
Benson Fong (Sacramento, 10 ottobre 1916 – Los Angeles, 1º agosto 1987) è stato un attore e imprenditore statunitense.

## Biografia
Tra i numerosi film a cui partecipò, da ricordare Un Maggiolino tutto matto (1968), in cui interpretò il ruolo di Mr. Wu. Iniziò a recitare nel 1936 a vent'anni e lavorò fino alla morte, avvenuta poco prima di compiere 71 anni, nel 1987. È stato sposato dal 1946 con l'attrice Maylia, dalla quale ebbe cinque figli. Il corpo venne cremato dopo i funerali.

## Filmografia parziale

### Cinema
- Charlie Chan in the Secret Service, regia di Phil Rosen (1944)
- Charlie Chan in the Chinese Cat, regia di Phil Rosen (1944)
- Missione segreta (Thirty Seconds Over Tokyo), regia di Mervyn LeRoy (1944)
- Le chiavi del paradiso (The Keys of the Kingdom), regia di John M. Stahl (1944)
- I falchi del fiume giallo (China Sky), regia di Ray Enright (1945)
- The Shanghai Cobra, regia di Phil Karlson (1945)
- The Red Dragon, regia di Phil Rosen (1945)
- Dark Alibi, regia di Phil Karlson (1946)
- Il prezzo dell'inganno (Deception), regia di Irving Rapper (1946)
- Calcutta, regia di John Farrow (1947)
- Donne nella notte (Women in the Night), regia di William Rowland (1948)
- L'espresso di Pechino (Peking Express), regia di William Dieterle (1951)
- Il trono nero (His Majesty O'Keefe), regia di Byron Haskin (1954)
- I dragoni dell'aria (Dragonfly Squadron), regia di Lesley Selander (1954)
- La conquista dello spazio (Conquest of Space), regia di Byron Haskin (1955)
- La mano sinistra di Dio (The Left Hand of God), regia di Edward Dmytryk (1955)
- Cinque vie per l'inferno (Five Gates to Hell), regia di James Clavell (1959)
- I draghi del West (Walk Like a Dragon), regia di James Clavell (1960)
- Fior di loto (Flower Drum Song), regia di Henry Koster (1961)
- Cento ragazze e un marinaio (Girls! Girls! Girls!), regia di Norman Taurog (1962)
- Il nostro agente Flint (Our Man Flint), regia di Daniel Mann (1966)
- Un Maggiolino tutto matto (The Love Bug), regia di Robert Stevenson (1968)
- Chi ucciderà Charley Varrick? (Charley Varrick), regia di Don Siegel (1973)
- L'uomo più forte del mondo (The Strongest Man in the World), regia di Vincent McEveety (1975)
- Oliver's Story, regia di John Korty (1978)
- S.O.B., regia di Blake Edwards (1981)
- Un giocatore troppo fortunato (Jinxed!), regia di Don Siegel (1982)

### Televisione
- Navy Log – serie TV, episodio 1x18 (1956)
- Crossroads – serie TV, episodio 1x18 (1956)
- Crusader – serie TV, episodio 1x21 (1956)
- Perry Mason – serie TV, 4 episodi (1958-1961)
- Have Gun - Will Travel – serie TV, episodio 3x25 (1960)
- Hong Kong – serie TV, episodio 1x21 (1961)
- Io e i miei tre figli (My Three Sons) – serie TV, 7 episodi (1963-1969)
- Ben Casey – serie TV, episodio 5x09 (1965)
- Selvaggio west (The Wild Wild West) – serie TV, episodio 1x17 (1966)
- Tre nipoti e un maggiordomo (Family Affair) – serie TV, episodi 2x18-4x10-5x03 (1968-1970)
- La famiglia Smith (The Smith Family) – serie TV, un episodio (1972)

## Doppiatori italiani
Nelle versioni in italiano delle opere in cui ha recitato, Benson Fong è stato doppiato da:
- Adolfo Geri in Le chiavi del paradiso
- Silvio Anselmo in La conquista dello spazio
- Giampiero Albertini in Un Maggiolino tutto matto
- Vittorio Stagni in S.O.B.